# Perks & Birch
Perks & Birch en The Birch zijn Britse historische merken van gemotoriseerde fietsen en motorfietsen.

## Perks & Birch
De bedrijfsnaam was Perks & Birch Motorcycle Works, Coventry.
Perks & Birch brachten in 1899 een wiel op de markt waarin een 222cc-zijklepmotor was gemonteerd. Dit wiel kon dan vervolgens achter in een fietsframe gezet worden. In 1901 kocht Singer de constructie en ontwikkelde het concept verder tot complete twee- en driewielers. Bij de tweewielers zat het motorwiel achterin, bij de driewielers voorin.

## The Birch
De bedrijfsnaam was J.N. Birch, Patentee & Manifacturer, Nuneaton, Warwickshire.
Nadat het patent van het gemotoriseerde achterwiel door Singer gekocht was, begon John Birch aan een nieuw project. Hij maakte nu een motorfiets met het motorblok in het frame, maar zodanig dat het carter (dragend) deel uitmaakte van het frame. Deze motorfiets werd geleverd in 2-, 2½- en 3½-pk versies, maar ook dit patent werd weer verkocht: in 1904 nam Bradbury het over en daarmee verdween ook The Birch van het toneel.